# Chinesische Balsam-Pappel
Die Chinesische Balsam-Pappel (Populus szechuanica) ist ein großer Laubbaum aus der Gattung der Pappeln in der Familie der Weidengewächse. Ihr natürliches Verbreitungsgebiet liegt in der gemäßigten Zone in China.

## Beschreibung
Die Chinesische Balsam-Pappel ist ein bis zu 40 Meter hoher Baum mit runder Krone und einer grauweißen, zur Basis hin rissigen Stammborke. Junge Zweige sind mehr oder weniger kantig und kahl. Die Knospen sind purpurn, kahl und klebrig. Die Blätter haben einen 2 bis 7 Zentimeter langen, roten Stiel. Die Blattspreiten sind eiförmig bis länglich eiförmig, an kräftigen Trieben 18 bis 30, sonst 8 bis 10 Zentimeter lang und 5 bis 15 Zentimeter breit, zugespitzt mit abgerundeter bis schwach herzförmiger Basis und drüsig gesägtem Blattrand. Die Blattoberseite ist dunkelgrün, die Unterseite blassgrün und an den Adern behaart. Die Blätter sind beim Austrieb rötlich, die Blattadern und der Stiel bleiben rot. Die Blüten sind wie bei allen Pappeln zweihäusig verteilt. Die weiblichen Kätzchen sind bei Fruchtreife bis 16 Zentimeter lang. Die Kapselfrüchte sind eiförmig, 7 bis 9 Millimeter lang und kahl. Die Art blüht von April bis Mai, die Früchte reifen von Mai bis Juni.

## Verbreitung und Standort
Das natürliche Verbreitungsgebiet liegt in der gemäßigten Zone von China in den Provinzen Gansu, Shaanxi, Sichuan, Xizang und Yunnan. Dort wächst sie in Auen und Uferwäldern in Höhen von 1100 bis 4600 Metern auf mäßig trockenen, frischen bis feuchten, neutralen bis alkalischen, sehr nährstoffreichen, sandig-kiesigen Böden an sonnigen Standorten. Die Art ist wärmeliebend und meist frosthart.

## Systematik
Die Chinesische Balsam-Pappel (Populus szechuanica) ist eine Art aus der Gattung der Pappeln (Populus) in der Familie der Weidengewächse (Salicaceae). Sie wurde von dem deutschen Botaniker Camillo Karl Schneider 1916 erstmals beschrieben.
Es werden zwei Varietäten unterschieden:
- Populus szechuanica var. szechuanica mit kahlen Blättern und Knospen.[7]
- Populus szechuanica var. tibetica C.K. Schneid. mit behaarten Knospen und Blattstielen und anfangs behaarten, später häufig kahlen Blattspreiten. Die Varietät wächst in Höhen von 2000 bis 4500 Metern in den Provinzen Sichuan und Xizang[8]

## Verwendung
Das Holz der Chinesischen Balsam-Pappel wird selten genutzt.

## Nachweise